# Аралі
Аралі (груз. არალი) — село в Грузії.
За даними перепису населення 2014 року в селі проживає 1324 особи.